# Nokturnal Mortum
Nokturnal Mortum là một ban nhạc black metal người Ukraina đến từ Kharkiv. Họ là một trong những người sáng lập của trào lưu black metal Ukraina và nằm trong số những người tiên phong của trào lưu Black metal Quốc Xã ("NSBM").

## Lịch sử hoạt động
Nokturnal Mortum có tiền thân là một ban nhạc death metal có tên Suppuration vào năm 1991, rồi họ đổi sang thể loại black metal và đổi tên thành Crystaline Darkness, song "phải đổi tên lại lần nữa vào năm 1993/94 sang Nocturnal Mortum vì đã có một ban nhạc sử dụng tên này ở thị trường underground phương Tây". Nhóm đã chia sẻ về cái tên hiện tại và cách đánh vần: "Chúng tôi đã thay đổi một chữ cái để khỏi tìm thấy một ban nhạc trùng tên nào nữa giống như trường hợp của Crystaline Darkness". Nokturnal Mortum có được sự công nhận trong thể loại black metal ở thị trường underground với việc cho phát hành Goat Horns. Ở album này có sự tham gia của hai nghệ sĩ keyboard (thường góp mặt ở cùng một bài hát) và pha trộn những ảnh hưởng dân gian của Ukraina với black metal.

### Quan điểm về Phát xít
Những album đầu tiên của ban nhạc được phát hành thông qua hãng The End Records và (qua giấy phép xuất bản) của Nuclear Blast, nhưng hãng đĩa và ban nhạc đã chia tay ở thời điểm ra mắt các album NeChrist và Lunar Poetry – hai tác phẩm đều cài cắm chi tiết ủng hộ chính trị với Tân quốc xã và Da trắng thượng đảng. Ban nhạc bắt đầu chuyển mình từ tham gia các trào lưu extreme metal thịnh hành hơn sang trở thành một trong những đại diện nổi bật của trào lưu Black metal Quốc Xã (NSBM) ở Đông Âu. Đích thân Varggoth đã chia sẻ về mâu thuẫn với hãng đĩa: "Chúng tôi có hợp đồng với The End Records nhưng nó đã bị hủy. Chúng tôi có những quan điểm khác nhau. Họ không ưa chính sách của chúng tôi, chúng tôi thì không thích cách họ kinh doanh. Họ nợ chúng tôi một khoản tiền nữa. Thế là đủ để gây mâu thuẫn rồi."
Mùa thu năm 2014, giọng ca của ban nhạc, Knjaz Varggoth đăng đàn tuyên bố rằng anh và Nokturnal Mortum bắt đầu tự tách khỏi chính trị để tránh những tin đồn liên quan đến quan điểm cá nhân của anh và hệ tư tưởng của ban nhạc. Tuy nhiên, ban nhạc vẫn trình diễn trực tiếp ở nhạc hội Tân quốc xã Asgardsrei vào tháng 12 năm 2016 và 2018, và còn diễn ở một số nhạc hội da trắng thượng đẳng khác. Nhạc của Nokturnal Mortum từng có trên dịch vụ nghe nhạc Spotify, nhưng đội ngũ quản trị của nền tảng đã xóa và liệt ban nhạc vào danh sách đen do họ có liên quan đến phong trào quốc xã.

## Tranh cãi về hệ tư tưởng Phát xít
Ban đầu, ban nhạc tự miêu tả nhạc của họ là "black metal mặt trăng". Ở đĩa demo Lunar Poetry (1996), ban nhạc ủng hộ sát hại tín đồ Cơ đốc giáo, phá hủy các nhà thờ và và pagan giáo của người Slav, cùng với miêu tả Jesus là một tên "hippie bị đóng đinh". Sau đó khi phát hành đĩa EP Marble Moon cùng hai album Nechrist và Lunar Poetry, họ còn đưa vào phần lời bài Do Thái với các thông điệp và hình ảnh tân quốc xã và da trắng thượng đẳng.
Khi mà các nghệ sĩ thuộc trào lưu black metal phi chính trị phổ biến hơn (gồm nhiều của hàng và sự kiện hòa nhạc) bắt đầu tự tách khỏi hệ tư tưởng của họ, thì ban nhạc lại trở thành cái tên tiên phong trong trào lưu Black metal Quốc Xã (NSBM) ở Đông Âu, và ngày nay thường được xem là một trong những nhóm nhạc định hình trào lưu NSBM thuộc tiểu văn hóa Slav. Nhóm cũng bắt đầu sử dụng chữ Vạn lên logo, album và các show của mình, công khai khen ngợi Đức Quốc Xã và Holocaust ở nhiều dự án phụ. Knjaz Varggoth (một trong nhiều dự án phụ) cũng lên tiếng ủng hộ tư tưởng được gọi là "thánh chiến chủng tộc". Album Нехристь (Nechrist) của Nokturnal Mortum có một bài hát tên là "The Call of Aryan Spirit" – bài hát đưa vào phần lời bài Do Thái và ca ngợi các cuộc diệt chủng. Bản phát hành gốc của album có một mẫu thiết kế chữ Vạn được dựng bằng bốn khẩu AK-47.
Trong các buổi phỏng vấn, xuất hiện trước truyền thông, mặt hàng thương mại và trên website, ban nhạc thể hiện quan điểm Tân Quốc Xã, song phong cách nhạc của nhóm lại được tự miêu tả là "pagan black metal". Các thông báo và văn bản cho thấy các tư tưởng tân-völkisch cũng như tân pagan, và có thiên hướng theo hệ tư tưởng ariosophy.
Năm 2008, giọng ca kiêm tay guitar của ban nhạc là Knjaz Varggoth cho biết anh chẳng quan tâm đến các xu hướng chính trị và anh "chưa bao giờ coi Nokturnal Mortum là một ban nhạc chính trị". Năm 2014, nhóm một lần nữa tuyên bố đã cắt đứt liên hệ với hệ tư tưởng NSBM và các đề tài chính trị, nhưng cùng thời điểm ấy và cả những năm sau này, họ vẫn hoạt động ở các nhóm theo chủ nghĩa da trắng thượng đẳng và biểu diễn trực tiếp tại các show Tân Quốc Xã và cánh hữu, hợp tác với hãng thu âm NSBM "Militant Zone".

## Thành viên

### Thành viên hiện tại
- Knjaz Varggoth – hát chính, guitar, keyboard, nhạc cụ dân gian (1994–nay), bass (1999)
- Wortherax – guitar (1994–1996, 2020-nay)
- Karpath – bass (2020-nay), guitar (1996-1999)
- Surm – keyboard (2018-nay)
- Kubrakh – trống (2020-nay)

### Thành viên cũ
- Xaarquath – bass (1994-2002)
- Munruthel – trống (1994-2000, 2000-2003)
- Sataroth – keyboard (1994-2000, 2000-2003)
- Saturious – keyboard, nhạc cụ dân gian, bộ gõ (1996-2014), bass (2012-2014)
- Vrolok – guitar (2000-2002), bass (2002-2011)
- Alzeth – guitar (2002-2007)
- K – keyboard (2003-2004)
- Odalv – trống (2003-2009)
- Astargh – guitar (2007-2011)
- Bairoth – trống (2009-2020)
- Aywar – guitar (2012-2014)
- Rutnar – bass (2014-2020)
- Jurgis – guitar, hát bè (2014-2019)
- Hyozt – keyboard (2017-2018)

## Danh sách đĩa nhạc

### Album
- 1997 – Goat Horns
- 1998 – To the Gates of Blasphemous Fire
- 1999 – Нехристь (NeChrist)
- 2004 – Мировоззрение (Myrovozzrieniye, Worldview)
- 2005 – Weltanschauung (Worldview)
- 2009 – Голос сталі (Holos stali, The Voice of Steel)
- 2017 – Істина (Istyna, Verity)
- 2022 – До лунарної поезії (Do lunarnoyi poeziyi, To Lunar Poetry)

### Album trực tiếp
- 2009 – Live in Katowice
- 2011 – Коловорот (Kolovorot)

### EP
- 1997 – Return of the Vampire Lord
- 1997 – Marble Moon
- 2003 – The Taste of Victory
- 2017 – Orathania / Kolyada

### Demo
- 1995 – Twilightfall
- 1995 – Black Clouds Over Slavonic Lands
- 1996 – Lunar Poetry

### Đĩa lẻ
- 1996 – Veche (split Lucifugum)
- 1997 – Path of the Wolf / Return of the Vampire Lord (split Lucifugum)
- 2007 – Eastern Hammer (split Graveland, North, Темнозорь)
- 2016 – The Spirit Never Dies (split Graveland)

### Tuyển tập
- 2001 – Return of the Vampire Lord / Marble Moon
- 2004 – Eleven Years Among the Sheep
- 2016 – 22 Years Among the Sheep